# Alain Chevallier (bande dessinée)
Ne doit pas être confondu avec Alain Chevallier (comédien).
Pour les articles homonymes, voir Chevallier.
Alain Chevallier est une série de bande dessinée créée par Christian Denayer pour le dessin et André-Paul Duchâteau pour les scénarios. Elle paraît d'abord en bandes quotidiennes dans le journal Le Soir à partir de 1971. Elle paraît ensuite dans le Journal de Tintin de 1977 à 1985. Cette série est publiée en dix-sept albums par Rossel et par Le Lombard.

## Trame
Alain Chevallier est un pilote automobile. Il vit des aventures aux multiples rebondissements, entre péripéties sportives automobiles et intrigues policières. Il est assisté de son mécanicien John John alias « Steack » (sic), et accompagné de sa fiancée Tina Rex.

## Historique de la série
La série Alain Chevallier est l'œuvre de Christian Denayer pour les dessins et d'André-Paul Duchâteau pour les scénarios. Ils la publient d'abord sous leur pseudonyme commun « Cap ». Cette série paraît dans le quotidien belge Le Soir, à la page jeunesse, en bandes quotidiennes ; elle paraît ensuite dans le Journal de Tintin, éditions française et belge, de 1977 à 1985. Un dernier gag y est publié en 1988.
Les albums en sont publiés par Rossel à partir de 1973, puis par le Lombard. Loup en publie en 2002 un album de récits complet.

## Albums
1. Enfer pour un champion, Rossel, 1973 ;
2. La Course diabolique, Rossel, 1974 ;
3. Tournoi pour 500, Rossel, 1974 ;
4. Les Pirates de la route, Rossel, 1975 ;
5. Safari pour Zombis, Rossel 1975 ;
6. Le Virus de la peur, Rossel, 1975 ;
7. Duel auto moto, Rossel, 1977 ;
8. Les rivaux, Le Lombard, 1978 ;
9. Team de la mort, Le Lombard, 1979 ;
10. Forcing dans la neige, Le Lombard, 1979 ;
11. Attentat en Formule 1, Le Lombard, 1980 ;
12. Le Français errant, Le Lombard, 1981 ;
13. L'Héritier, Le Lombard, 1982 ;
14. Sous le signe indien, Le Lombard, 1983 ;
15. Fléaux sur le rallye des Pharaons, Le Lombard, 1984 ;
16. Come back, Le Lombard, 1985 ;
17. Pole position, Le Lombard, 1986.